# Cantanhede (Portugal)
Cantanhede é uma cidade portuguesa do Distrito de Coimbra, integrada na sub-região Região de Coimbra da região do Centro (Região das Beiras), e que pertenceu à província histórica da Beira Litoral, com 5 962 habitantes (2021).
É sede do Município de Cantanhede que tem 390,88 km² de área e 34 218 habitantes (2021), subdividido em 14 freguesias. O município é limitado a norte pelos municípios de Vagos, Oliveira do Bairro e Anadia, a leste por Mealhada, a sueste por Coimbra, a sul por Montemor-o-Velho e por Figueira da Foz, a noroeste por Mira e a oeste tem costa no Oceano Atlântico.
A economia é predominantemente terciária na cidade, e primária nas restantes freguesias do município. Devido às propriedades argilosas do solo as culturas mais lucrativas são as pouco exigentes: batata, forragem e vinha. A paisagem vinhateira em planície rodeia a cidade de Cantanhede. O vinho de Cantanhede é reconhecido internacionalmente pelo seu sabor característico devido às condições de crescimento únicas da vinha.
O concelho obteve foral manuelino em 1514.
A cidade de Cantanhede tem conhecido grande evolução demográfica, económica e terciária nos últimos anos. Conta com diversos serviços de lazer, hospitalares e de ensino de grande relevo na região tendo, inclusivamente, sido construído recentemente um centro de pesquisas científicas.

## Freguesias

Freguesias do Município de Cantanhede

O Município de Cantanhede está dividido em 14 freguesias:
| - Ançã - Cadima - Cantanhede e Pocariça - Cordinhã - Covões e Camarneira - Febres - Murtede | - Ourentã - Portunhos e Outil - Sanguinheira - São Caetano - Sepins e Bolho - Tocha - Vilamar e Corticeiro de Cima |

## Património
- Igreja de Nossa Senhora do Ó ou Igreja Paroquial de Ançã
- Capela de Santo Amaro (Cadima)
- Igreja Matriz da Tocha ou Igreja de Nossa Senhora da Tocha

## Política

### Eleições autárquicas[7]
| Data | %       | V       | %     | V     | %      | V      | %            | V            | %              | V         | %              | V  | %              | V  | Participação |                |
| Data | PPD/PSD | PPD/PSD | PS    | PS    | CDS-PP | CDS-PP | FEPU/APU/CDU | FEPU/APU/CDU | PCTP/MRPP      | PCTP/MRPP | CH             | CH | BE             | BE | Participação |                |
| ---- | ------- | ------- | ----- | ----- | ------ | ------ | ------------ | ------------ | -------------- | --------- | -------------- | -- | -------------- | -- | ------------ | -------------- |
| Data | 1976    | 50,08   | 4     | 25,42 | 2      | 16,64  | 1            | 3,74         | -              |           |                |    |                |    |              | 58,03 / 100,00 |
| 1979 | 53,42   | 4       | 22,09 | 2     | 17,38  | 1      | 4,28         | -            | 64,07 / 100,00 |           |                |    |                |    |              |                |
| 1982 | 41,33   | 4       | 29,95 | 2     | 19,86  | 1      | 4,28         | -            | 0,51           | -         | 58,01 / 100,00 |    |                |    |              |                |
| 1985 | 44,12   | 4       | 27,16 | 2     | 20,06  | 1      | 4,70         | -            |                |           | 55,68 / 100,00 |    |                |    |              |                |
| 1989 | 40,35   | 4       | 20,07 | 1     | 27,78  | 2      | 8,10         | -            | 59,88 / 100,00 |           |                |    |                |    |              |                |
| 1993 | 39,11   | 3       | 48,57 | 4     | 6,70   | -      | 2,18         | -            | 65,95 / 100,00 |           |                |    |                |    |              |                |
| 1997 | 46,60   | 4       | 46,58 | 3     | 1,31   | -      | 2,57         | -            | 65,44 / 100,00 |           |                |    |                |    |              |                |
| 2001 | 64,75   | 5       | 27,27 | 2     | 2,35   | -      | 2,32         | -            | 66,71 / 100,00 |           |                |    |                |    |              |                |
| 2005 | 55,53   | 4       | 38,41 | 3     | 1,35   | -      | 1,41         | -            | 65,11 / 100,00 |           |                |    |                |    |              |                |
| 2009 | 66,89   | 5       | 27,23 | 2     |        |        | 2,53         | -            | 59,18 / 100,00 |           |                |    |                |    |              |                |
| 2013 | 59,14   | 5       | 28,13 | 2     | 1,76   | -      | 3,28         | -            | 52,06 / 100,00 |           |                |    |                |    |              |                |
| 2017 | 61,27   | 5       | 26,74 | 2     | 2,20   | -      | 3,88         | -            | 51,14 / 100,00 |           |                |    |                |    |              |                |
| 2021 | 55,31   | 5       | 27,86 | 2     | 1,36   | -      | 2,31         | -            | 5,38           | -         | 2,76           | -  | 52,07 / 100,00 |    |              |                |

### Eleições legislativas
| Data | %     | %     | %     | %    | %     | %     | %        | %     | %    | %     | %    | %   | %       | % | %  | %  |
| Data | PSD   | PS    | CDS   | PCP  | UDP   | AD    | APU/ CDU | FRS   | PRD  | PSN   | BE   | PAN | PSD CDS | L | CH | IL |
| ---- | ----- | ----- | ----- | ---- | ----- | ----- | -------- | ----- | ---- | ----- | ---- | --- | ------- | - | -- | -- |
| 1976 | 42,74 | 28,52 | 17,77 | 1,96 | 0,46  |       |          |       |      |       |      |     |         |   |    |    |
| 1979 | AD    | 25,44 | AD    | APU  | 0,50  | 64,27 | 3,33     |       |      |       |      |     |         |   |    |    |
| 1980 | AD    | FRS   | AD    | APU  | 0,29  | 65,64 | 3,08     | 24,74 |      |       |      |     |         |   |    |    |
| 1983 | 41,79 | 34,52 | 15,71 | APU  | 0,42  |       | 3,26     |       |      |       |      |     |         |   |    |    |
| 1985 | 40,37 | 26,61 | 18,61 | APU  | 0,44  | 3,24  | 5,85     |       |      |       |      |     |         |   |    |    |
| 1987 | 62,99 | 20,95 | 7,62  | CDU  | 0,22  | 2,17  | 1,24     |       |      |       |      |     |         |   |    |    |
| 1991 | 64,46 | 23,42 | 6,04  | CDU  |       | 1,35  | 0,37     | 0,75  |      |       |      |     |         |   |    |    |
| 1995 | 47,68 | 39,05 | 8,22  | CDU  | 0,27  | 1,57  |          | 0,20  |      |       |      |     |         |   |    |    |
| 1999 | 45,73 | 39,64 | 8,12  | CDU  |       | 2,35  |          | 1,03  |      |       |      |     |         |   |    |    |
| 2002 | 53,35 | 31,53 | 8,54  | CDU  | 2,00  | 1,60  |          |       |      |       |      |     |         |   |    |    |
| 2005 | 43,67 | 37,21 | 7,45  | CDU  | 2,33  | 4,21  |          |       |      |       |      |     |         |   |    |    |
| 2009 | 42,34 | 30,76 | 10,50 | CDU  | 2,57  | 7,97  |          |       |      |       |      |     |         |   |    |    |
| 2011 | 52,34 | 22,04 | 10,10 | CDU  | 3,08  | 4,03  | 0,88     |       |      |       |      |     |         |   |    |    |
| 2015 | CDS   | 27,08 | PSD   | CDU  | 4,09  | 7,74  | 0,95     | 50,23 | 0,38 |       |      |     |         |   |    |    |
| 2019 | 37,72 | 32,86 | 4,22  | CDU  | 2,89  | 8,55  | 2,25     |       | 0,71 | 0,81  | 0,77 |     |         |   |    |    |
| 2022 | 38,02 | 37,14 | 1,75  | CDU  | 1,47  | 4,05  | 0,96     | 0,81  | 8,43 | 3,39  |      |     |         |   |    |    |
| 2024 | AD    | 24,51 | AD    | CDU  | 37,83 | 1,33  | 3,79     | 1,35  | 1,87 | 19,43 | 4,00 |     |         |   |    |    |

## Evolução da População do Município
| Número de habitantes | Número de habitantes | Número de habitantes | Número de habitantes | Número de habitantes | Número de habitantes | Número de habitantes | Número de habitantes | Número de habitantes | Número de habitantes | Número de habitantes | Número de habitantes | Número de habitantes | Número de habitantes | Número de habitantes | Número de habitantes |
| -------------------- | -------------------- | -------------------- | -------------------- | -------------------- | -------------------- | -------------------- | -------------------- | -------------------- | -------------------- | -------------------- | -------------------- | -------------------- | -------------------- | -------------------- | -------------------- |
| 1864                 | 1878                 | 1890                 | 1900                 | 1911                 | 1920                 | 1930                 | 1940                 | 1950                 | 1960                 | 1970                 | 1981                 | 1991                 | 2001                 | 2011                 | 2021                 |
| 24 544               | 26 443               | 28 216               | 27 796               | 30 026               | 30 005               | 33 696               | 36 094               | 39 965               | 41 303               | 39 184               | 38 717               | 37 140               | 37 910               | 36 595               | 34 212               |

(Obs.: Número de habitantes "residentes", ou seja, que tinham a residência oficial neste município à data em que os censos  se realizaram.)
De acordo com os dados provisórios avançados pelo INE o distrito de Coimbra registou em 2021 um decréscimo populacional na ordem dos 5.0% relativamente aos resultados do censo de 2011. No concelho de Cantanhede esse decréscimo rondou os 6.5%.
| Número de habitantes por Grupo Etário | Número de habitantes por Grupo Etário | Número de habitantes por Grupo Etário | Número de habitantes por Grupo Etário | Número de habitantes por Grupo Etário | Número de habitantes por Grupo Etário | Número de habitantes por Grupo Etário | Número de habitantes por Grupo Etário | Número de habitantes por Grupo Etário | Número de habitantes por Grupo Etário | Número de habitantes por Grupo Etário | Número de habitantes por Grupo Etário | Número de habitantes por Grupo Etário | Número de habitantes por Grupo Etário |
| ------------------------------------- | ------------------------------------- | ------------------------------------- | ------------------------------------- | ------------------------------------- | ------------------------------------- | ------------------------------------- | ------------------------------------- | ------------------------------------- | ------------------------------------- | ------------------------------------- | ------------------------------------- | ------------------------------------- | ------------------------------------- |
|                                       | 1900                                  | 1911                                  | 1920                                  | 1930                                  | 1940                                  | 1950                                  | 1960                                  | 1970                                  | 1981                                  | 1991                                  | 2001                                  | 2011                                  | 2021                                  |
| 0-14 Anos                             | 8 508                                 | 9 954                                 | 9 448                                 | 10 564                                | 11 528                                | 12 032                                | 12 078                                | 11 090                                | 9 492                                 | 6 925                                 | 5 312                                 | 4 723                                 | 3 874                                 |
| 15-24 Anos                            | 4 728                                 | 4 910                                 | 5 421                                 | 6 385                                 | 6 134                                 | 6 994                                 | 7 026                                 | 6 240                                 | 6 209                                 | 5 677                                 | 5 314                                 | 3 517                                 | 3 176                                 |
| 25-64 Anos                            | 11 882                                | 12 226                                | 12 257                                | 14 362                                | 15 047                                | 17 300                                | 18 755                                | 17 935                                | 17 950                                | 18 539                                | 19 731                                | 19 259                                | 16 792                                |
| = ou > 65 Anos                        | 2 068                                 | 2 315                                 | 2 150                                 | 2 489                                 | 2 845                                 | 3 146                                 | 3 444                                 | 3 785                                 | 5 066                                 | 5 999                                 | 7 553                                 | 9 096                                 | 10 370                                |

(Obs: De 1900 a 1950 os dados referem-se à população "de facto", ou seja, que estava presente no município à data em que os censos se realizaram. Daí que se registem algumas diferenças relativamente à designada população residente)

## Cultura

### Museus

#### Museu da Pedra
O Museu da Pedra na cidade de Cantanhede foi inaugurado a 20 de Outubro de 2001 e desde então tem desenvolvido um trabalho notório tendo sido já distinguido com os prémios:
- Menção honrosa de Melhor Museu Português 2001
- Geo-Conservação 2006

Instalado num edifício recuperado do século XVIII o museu dedica-se à abordagem da pedra sob as mais variadas perspectivas. Possuí artefactos arqueológicos recolhidos nas estações pré-históricas e romanas do município, achados paleontológicos oriundos das pedreiras locais, ornamentos realizados com "Pedra de Ançã", estatuária religiosa proveniente de igrejas e capelas da cidade e seu termo, e as ferramentas utilizadas na sua elaboração.
O museu possui também um núcleo de exposições temporárias, auditório e ateliers de artes plásticas nos quais são regularmente desenvolvidas actividades lúdico-pedagógicas dirigidas especialmente às escolas.

### Música

#### Grupo Folclórico Cancioneiro de Cantanhede
Surgiu em 26 de Junho de 1983 tendo um trabalho prestigiado e reconhecido que abarca, com a profundidade possível, campos que vão do trajo á dança, passando pelos cantares religiosos, gastronomia, medicina caseira, artesanato, etc. O Grupo Folclórico Cancioneiro de Cantanhede dá a conhecer ao público português e internacional as tradições do povo gandarez e bairradino.

#### Filarmónica de Covões
A Filarmónica de Covões conta um século e meio de atividade musical ininterrupta, sendo uma das mais antigas Bandas Filarmónicas portuguesas[carece de fontes?].
O notável padrão de qualidade artística que sempre conseguiu manter ao longo dos tempos valem-lhe o prestígio e o reconhecimento público, com especial destaque no centro e no norte do país. 
Do seu renome resulta uma agenda extremamente preenchida com atuações em concertos, arruadas, missas, procissões, funerais, ressalvas e outros eventos.
CONCERTOS
Os espetáculos de Concerto realizados pela Filarmónica de Covões assentam numa consistente execução coletiva e no aproveitamento do talento de jovens solistas com sólida formação. Abrangem um repertório criteriosamente selecionado, que acolhe os mais diversos géneros musicais, garantindo a satisfação do público de todas as gerações e de todos os estratos culturais.
CELEBRAÇÕES RELIGIOSAS
A Filarmónica de Covões é reputada pela qualidade das suas prestações em cerimónias religiosas (missas festivas, procissões, funerais, celebrações de quaresma e de finados,…). Dela resulta o facto de, recorrentemente, inúmeros párocos manifestarem às Comissões de Festas e Fabriqueiras das Igrejas a sua preferência pela Filarmónica de Covões para este género de solenidades.
ARRUADAS, RESSALVAS E OUTRAS TRADIÇÕES
A Filarmónica de Covões distingue-se igualmente pelo cuidado que coloca na preservação das tradições das localidades onde presta serviço, integrando, com a maior fidelidade, estas referências culturais nas suas atuações.  
ORQUESTRA JUVENIL DA FILARMÓNICA DE COVÕES
No seio da Filarmónica, está instituída uma Orquestra Juvenil constituída por mais de três dezenas de jovens músicos, particularmente vocacionada para espetáculos de Concerto. O seu variado repertório carateriza-se pela vivacidade e pela frescura próprias dos executantes deste escalão etário, incluindo géneros musicais apreciados tanto por jovens como por menos jovens. Intervém em festividades, iniciativas de caráter solidário, chás dançantes, cafés-concerto e outras de caráter cultural e recreativo.
ESCOLA DE MÚSICA DA FILARMÓNICA DE COVÕES
A qualidade da Banda é garantida por um altamente meritório trabalho de formação musical, efetuado a partir das idades mais tenras, e que incide nas áreas da formação musical/solfejo, formação instrumental e canto (técnica vocal, sustentação respiratória, correções posturais, expressividade,…). 
É significativo o número de alunos que acabam por enveredar pela via profissional. 
CONTACTOS
A Filarmónica de Covões tem sede na Rua do Cemitério, 3060-284 Covões, com telefone 913043909.

#### União Musical de Sto. António

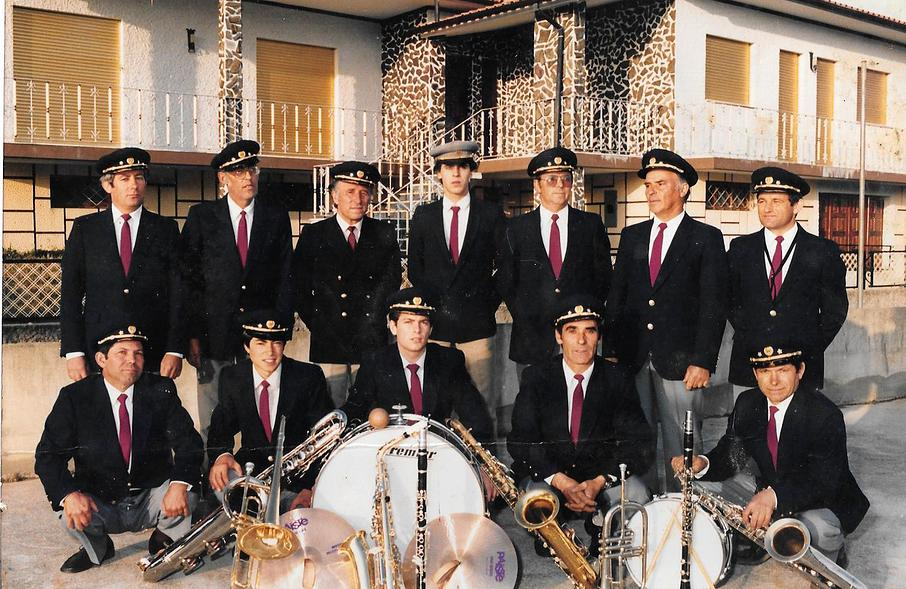
Mini Banda dos Covões em 1985

Fundada em 1985, a Mini Banda dos Covões tornou-se numa das mais importantes mini bandas da região centro do país.
Formada por músicos dissidentes da Filarmónica nos anos 80, vem evoluindo musicalmente ao longo do tempo, sendo convidada para participar em elevado número de festas religiosas um pouco por toda a região norte e centro do país nomeadamente, pelos distritos de Coimbra, Aveiro, Viseu e Bragança.
No dia 21 de Abril de 2007 foi oficialmente constituída a Associação "União Musical de Sto. António".
Actualmente a União Musical de Sto. António é constituída por 19 elementos entre os 20 e 80 anos de idade contando com um role de instrumentos muito variados: duas tubas, um saxofone barítono, dois saxofones tenor, um saxofone alto, três trompetes, um flautim, três clarinetes, dois trombones, um bombardino e três elementos de percussão.

### Festivais e exposições

#### Expofacic - Feira Agrícola, Comercial e Industrial de Cantanhede
.Tendo sido realizada pela primeira vez em 1991, a Expofacic realiza-se todos os anos no mês de Julho no Parque Expo-Desportivo de S. Mateus da cidade de Cantanhede. No recinto existem áreas comerciais de exposição, com centenas de empresas, área de mostra agrícola do município e tasquinhas com gastronomia regional. A Expofacic possuí ainda todos os anos um cartaz musical, sendo que no início de cada noite do certame, ocorre um ou mais concertos de artistas do panorama nacional e internacional, tendo já passado pelo palco principal nomes como Scorpions,Whitesnake,Mika (cantor),James Arthur (cantor),James (banda),Joss Stone,Lukas Graham,Ludmilla,Steve Aoki ou Bob Sinclar .

#### Folk Cantanhede
É um festival internacional de folclore que ocorre anualmente na cidade e município de Cantanhede, organizado pelo Grupo Folclórico Cancioneiro de Cantanhede. O festival conta com a actuação em todo o município de grupos de folclore portugueses e internacionais.
Festival Internacional Dixieland Cantanhede
O festival teve a sua primeira edição em 2005 e realiza-se todos os anos no município de Cantanhede no mês de Junho. O festival consiste em espectáculos de várias bandas nacionais e internacionais de dixieland nas 19 freguesias do município e numa street parade na cidade de Cantanhede.

## Desporto

### Academia Municipal de Cantanhede
Encontra-se inserida no Complexo Desportivo de Cantanhede. Inseridos numa área total de 5,2 hectares, a AMGC é constituída por um campo de 9
buracos de Pitch & Putt, uma zona de treino e ensino e por um Club House.

Foi inaugurada a 5 de Setembro de 2009, sendo então a primeira infra-estrutura de Golfe 100% pública em Portugal. A construção da AMGC teve um investimento aproximadamente de 700 mil euros.

## Gastronomia

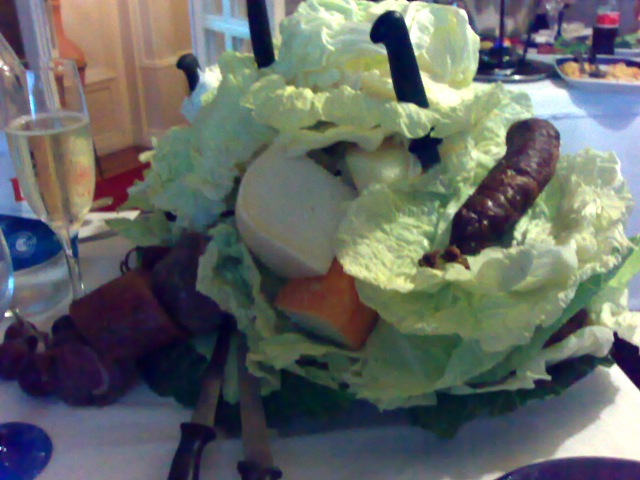
Refeição em Cantanhede, com queijos, enchidos e vinho espumante da Bairrada

### Leitão à Bairrada
O leitão à Bairrada é um prato típico desta zona e muito apreciado por todo o país, prato originário dos Covões, freguesia do município de Cantanhede.

### Vinhos de Cantanhede
Os vinhos de Cantanhede, vinhos da região demarcada da Bairrada que tem centro em Cantanhede, são reconhecidos mundialmente pela sua qualidade e características únicas. Produzidos pela Adega Cooperativa de Cantanhede, com uvas provenientes de vinhas plantadas nos solos argilosos de Cantanhede, os vinhos de Cantanhede são muito apreciados e a prova da sua qualidade são os inúmeros prémios que têem vindo a conquistar ao longo dos tempos.

A Adega de Cantanhede fechou o ano de 2015 com um volume de negócios acima dos cinco milhões de euros, tendo entrado no top 100 dos melhores produtores de vinhos mundiais.

## Cantanhedenses ilustres
- António de Lima Fragoso (compositor)
- Fernando Figueira Guerra (auditor)
- Pedro Teixeira (Explorador e Militar)
- António Luís de Meneses (Marquês de Marialva, Conde de Cantanhede e comandante das tropas portuguesas na Guerra da Restauração)
- João Crisóstomo de Amorim Pessoa (Professor e Arcebispo de Goa e Braga)
- Augusto Abelaira (escritor)
- Carlos de Oliveira (escritor)
- Jaime Cortesão (historiador)
- Matias de Carvalho e Vasconcelos (escritor)
- Nuno Dias (treinador de futsal) (treinador de futsal)
- Luís Filipe Fernandes (futebolista)

## Geminações
A cidade de Cantanhede é geminada com as seguintes cidades:
- Rio Maior, Santarém, Portugal
- Mêda, Guarda, Portugal
- Alfortville, Val-de-Marne, França
- Cantanhede, Maranhão, Brasil